# Ctenochromis luluae
Ctenochromis luluae es una especie de peces de la familia Cichlidae en el orden de los Perciformes.

## Morfología
Los machos pueden llegar alcanzar los 9,6 cm de longitud total.

## Hábitat
Vive en zonas de clima tropical.

## Distribución geográfica
Se encuentran en África: río Lulua ( cuenca del río Congo ).